# 秀尼魚龍屬
秀尼魚龍屬，又名休尼魚龍，是種已滅絕海生爬行動物，是魚龍目秀尼魚龍科的一屬。目前已發現至少37個標本，出土於美國內華達州的盧寧組（Luning Formation）地層，地質年代約2億1500萬年前，相當於三疊紀的诺利阶。秀尼魚龍是種大型魚龍類，某些最大型魚龍類化石曾被歸類於秀尼魚龍，目前改歸類於薩斯特魚龍。

## 概述

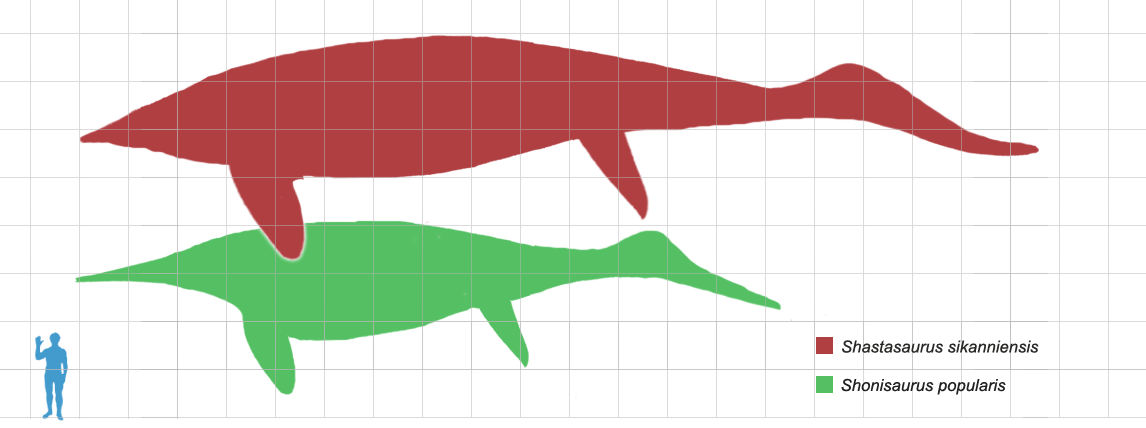
通俗秀尼魚龍（綠）、西卡尼薩斯特魚龍（紅）與人類的體型比較圖

秀尼魚龍生存於三疊紀後期的諾利階。通俗秀尼魚龍的身長約15公尺。在加拿大英屬哥倫比亞發現的化石，在2004年被命名為第二個種，西卡尼秀尼魚龍。西卡尼秀尼魚龍的身長約21公尺，被認為是最大型的海生爬行動物之一。近年種系發生學研究，發現西卡尼秀尼魚龍其實是薩斯特魚龍屬的一種，而不屬於秀尼魚龍屬。
秀尼魚龍具有長而狹窄、尖狀的口鼻部。與其他魚龍類相比，秀尼魚龍的鰭狀肢較長、較狹窄。秀尼魚龍的牙齒，只有出現在口鼻部的前端，只有小型幼年個體的化石才發現牙齒。此外，秀尼魚龍的牙齒位於齒槽，而其他進階型魚龍類的牙齒位於齒溝內。根據上述特徵，在魚龍類的演化過程中，生存年代較早的秀尼魚龍，可能是個相當特化的旁支。在早期的研究中，秀尼魚龍被認為身體圓胖，外形類似現代鯨魚。從1990年代之後的研究推翻這個想法，認為秀尼魚龍的身體應該更為修長。與其他海生爬行動物相比，通俗秀尼魚龍的身體上下寬度較寬。
在早期想像圖中，秀尼魚龍被描述成具有背鰭，這是進階型魚龍類的常見特徵。近年發現的其他薩斯特魚龍科缺乏背鰭，因此無法證明秀尼魚龍具有背鰭。秀尼魚龍的尾巴上側形狀較不突出，不像進階型魚龍類的尾巴上側，並沒有發展出類似海豚的尾鰭形狀。

## 歷史

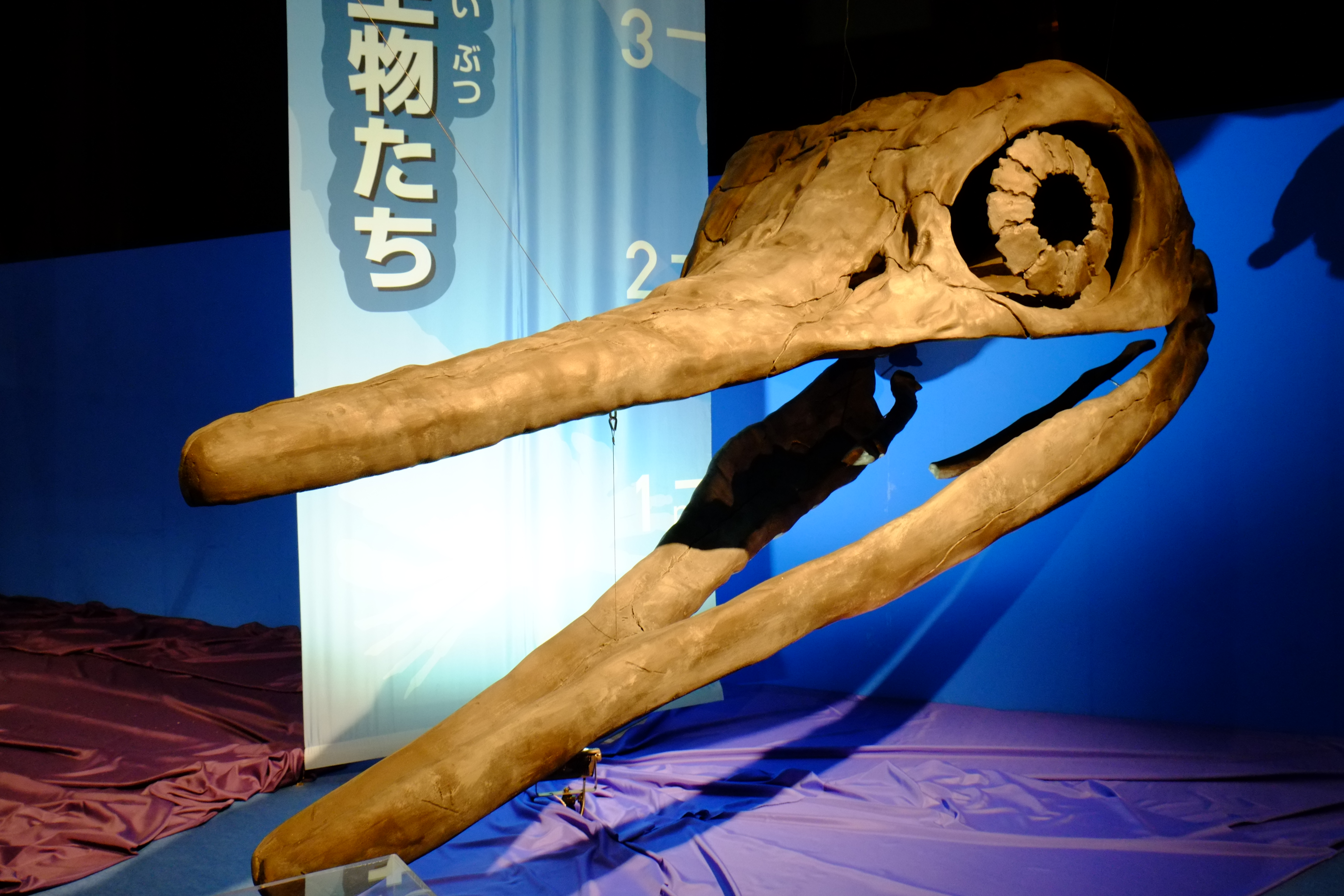
秀尼魚龍頭骨的重建模型

在1920年，第一個化石被發現於美國內華達州的一個大型沉積層。在1954年，加州大學伯克利分校的Charles Camp博士與Samuel Welles博士帶領一個挖掘團隊，繼續開挖這個挖掘地點，並由Camps持續挖掘到60年代。該地層總共發現37個大型魚龍類的化石。在1976年，Charles Camp將這些化石進行敘述、命名，模式種為通俗秀尼魚龍（Shonisaurus popularis）。屬名意思為“休尼山脈的蜥蜴”，以該化石的發現地點為命名。在1984年成為內華達州的州化石。內華達州的化石挖掘地點現在成為博林魚龍州立公園。

### 西卡尼秀尼魚龍
在1990年代，加拿大英屬哥倫比亞發現了一些大型魚龍類化石。在2004年被敘述、命名為秀尼魚龍屬的一種，西卡尼秀尼魚龍（S. sikanniensis）。化石發現於英屬哥倫比亞東北部的Pardonet組地層，地質年代為三疊紀晚期的諾利階。西卡尼秀尼魚龍的模式標本大於通俗秀尼魚龍，大約21公尺長，使得通俗秀尼魚龍成為較小的種。不同於通俗秀尼魚龍，西卡尼秀尼魚龍具有扇狀肩胛骨、相當長的椎體。西卡尼秀尼魚龍的發現，使秀尼魚龍的地理分佈與生存年代擴張到諾利階中期的卑詩省。
但當時研究並沒有根據種系發生學分析，原作者也注意到這新種與薩斯特魚龍的類似處。在2011年的種系發生學研究，發現這新種較類似薩斯特魚龍，而不大類似秀尼魚龍，因此改歸類於薩斯特魚龍，成為西卡尼薩斯特魚龍（Shastasaurus sikkanniensis）。

## 屍骨層
內華達州的秀尼魚龍化石，高度集中於同一挖掘地點。這個地層是個海相沉積層，而秀尼魚龍的多個化石在不同時間死亡，以規則方式沉積於地層中。這個地層缺乏無脊椎動物的硬殼化石，顯示這些秀尼魚龍化石沉降到缺乏氧氣的深水地帶。
在2011年的美國地質學會會議，麻州曼荷蓮學院的地質學家麥克·麥曼納米（Mark McMenamin）、黛安娜·麥曼納米（Dianna Schulte McMenamin）提出一個爭議性假設，認為有種類似烏賊的巨大海生動物，將這些魚龍類的屍體拖到深水地帶。兩人認為，這些魚龍類化石的排列方式，類似某些頭足類用觸手將獵物拉近、拖進洞穴後的屍體排列方式。兩人認為這個三疊紀巨大頭足類具有高度智力，在陷阱中將魚龍類等獵物拉進，進食完後將屍體排列在洞穴中。
同年10月，美國地質學會公布這則假設後，許多媒體廣泛報導這則新聞。持反論者批評，並沒有直接化石證據顯示三疊紀巨大頭足類的存在。但也引起一些對古生物、神秘動物的興趣的愛好者。

## 外部連結
- Nevada Division of State Parks （页面存档备份，存于）
- THE ICHTHYOSAUR Nevada's State Fossil. （页面存档备份，存于）